# 邊安烈
邊安烈（변안렬；1334年4月—1390年1月16日），高麗末期武將、推誠輔祚功臣。朝鮮半島原州邊氏始祖。歷任二等功臣、一等功臣、禮儀判書、判三司事、領三司事等職務。
他的祖先是宋朝時歸化高麗居住在黄州郡的邊幺，他的後人邊順在1268年返回元朝受封為瀋陽的千戶侯，而他孫兒邊安烈在1352年成為嫁到高麗的元朝魯國公主的師傅隨其入國。
因與崔瑩征伐濟州島的功勞被任知門下府事及門下評理，禑王時代任門下贊成事。後與李成桂在荒山打退倭寇被任政房提調和原川府院君。
1390年，邊安烈圖謀擁戴被李成桂廢黜的禑王復位被發覺，逮捕處死，但他的妻族都被赦免。
《高麗史》巻126有傳。